# Grupo 7 de la Clasificación de UEFA para la Copa Mundial de Fútbol de 1958
El Grupo 7 de la Clasificación de UEFA para la Copa Mundial de Fútbol de 1958 contó con la participación de Grecia, Rumania y Yugoslavia; los cuales se enfrentaron entre sí ida y vuelta para definir una de las 9.5 plazas de UEFA para la Copa Mundial de Fútbol de 1958 a celebrarse en Suecia.

## Posiciones
| Pos. | Equipo     | Pts. | PJ | G | E | P | GF | GC | Dif. | Clasificación             |
| ---- | ---------- | ---- | -- | - | - | - | -- | -- | ---- | ------------------------- |
| 1    | Yugoslavia | 8    | 4  | 2 | 2 | 0 | 7  | 2  | +5   | Clasificado a Suecia 1958 |
| 2    | Rumania    | 7    | 4  | 2 | 1 | 1 | 6  | 4  | +2   |                           |
| 3    | Grecia     | 1    | 4  | 0 | 1 | 3 | 2  | 9  | −7   |                           |

 Fuente: FIFA

## Resultados
| 5-5-1957 | Grecia | 0 – 0   | Yugoslavia | Atenas, Grecia        |                       |
|          |        | Reporte |            | Árbitro(s): Devillers | Árbitro(s): Devillers |

| 16-6-1957 | Grecia      | 1 – 2   | Rumania               | Atenas, Grecia     |                    |
|           | Panakis 29' | Reporte | A. Ene 15' · Ozon 78' | Árbitro(s): Harzic | Árbitro(s): Harzic |

| 29-9-1957 | Rumania    | 1 – 1   | Yugoslavia | Bucharest, Rumania |                   |
|           | A. Ene 78' | Reporte | Mujić 79'  | Árbitro(s): Grill  | Árbitro(s): Grill |

| 3-11-1957 | Rumania                                             | 3 – 0   | Grecia | Bucharest, Rumania   |                      |
|           | Petschovsky 51' (pen.) · Tătaru 64' · Cacoveanu 67' | Reporte |        | Árbitro(s): Schwinte | Árbitro(s): Schwinte |

| 10-11-1957 | Yugoslavia                               | 4 – 1   | Grecia         | Belgrade, Yugoslavia |                   |
|            | Mujić 6' 61' · Krstić 9' · Petaković 67' | Reporte | Nestoridis 28' | Árbitro(s): Jonni    | Árbitro(s): Jonni |

| 17-11-1957 | Yugoslavia          | 2 – 0   | Rumania | Belgrade, Yugoslavia |                     |
|            | Milutinović 52' 58' | Reporte |         | Árbitro(s): Seipelt  | Árbitro(s): Seipelt |